# Animierdame
Eine Animierdame (oder Animiermädchen; Ende des 19. Jahrhunderts auch Animierkellnerin) arbeitet normalerweise in einem Nachtclub. Ihre Hauptaufgabe ist es, die – zumeist männlichen – Gäste zu unterhalten und zum Trinken zu animieren, wobei die Getränke erheblich teurer sind als in einer normalen Gaststätte.
Meist handelt es sich um freie Mitarbeiterinnen, die neben einer garantierten Mindesteinnahme am von ihnen generierten Getränkeumsatz beteiligt sind und nicht zur eigentlichen Thekenmannschaft gehören. Ihr wirtschaftliches Interesse liegt daher naturgemäß darin, dass bei einem möglichst geringen Aufwand ihrerseits der Gast einen möglichst hohen Getränkeumsatz tätigt. Animierdamen sind hierbei grundsätzlich von den Prostituierten zu unterscheiden, auch wenn zuweilen auch sie sexuelle Dienstleistungen anbieten mögen. Teilweise wird im allgemeinen Sprachgebrauch die Differenzierung nicht vorgenommen und die Animierdame mit der Prostituierten gleichgesetzt.
Laut einem Urteil des bayerischen Landessozialgerichtes vom 31. März 2006 lässt in Deutschland eine Betätigung als Animierdame für mindestens 15 Stunden in der Woche einen Anspruch auf Arbeitslosengeld entfallen, da eine in diesem Umfang beschäftigte Animierdame nicht mehr arbeitslos ist. In Österreich handelt es sich laut der Rechtsprechung des Verwaltungsgerichtshofes bei der Tätigkeit als Animierdame um eine zumindest arbeitnehmerähnliche Beschäftigung.